# Trevor Eve
Trevor John Eve (Sutton Coldfield, 1 de julho de 1951) é um ator inglês. Em 1979, ele ganhou fama como protagonista da série de TV Shoestring e também é conhecido como Peter Boyd no drama Waking the Dead da BBC.

## Vida pessoal
Ele é pai de três filhos, incluindo a atriz Alice Eve.